# Конья (река)
Конья (устар. Коня) — река в России, протекает по территории Кольского района Мурманской области. Устье реки находится в 31 км по левому берегу реки Печи. Длина реки — 30 км, площадь водосборного бассейна — 535 км².
Берёт начало при слиянии рек Перньоя и Релтоя.

## Притоки
- В 5,9 км от устья, по левому берегу реки впадает река Курбыш.
- В 7,2 км от устья, по правому берегу реки впадает река Коодыш.
- В 20 км от устья, по правому берегу реки впадает река Пыршниш.
- Малая Конья (лв)
- Пусйоки (лв)
- Перньоя (лв)
- Релтоя (пр)

## Данные водного реестра
По данным государственного водного реестра России относится к Баренцево-Беломорскому бассейновому округу, водохозяйственный участок реки — Тулома от Верхнетуломского гидроузла и до устья. Речной бассейн реки — бассейны рек Кольского полуострова, впадает в Баренцево море.
Код объекта в государственном водном реестре — 02010000412101000001201.